# Кислица прямая
Кисли́ца пряма́я, или Кисли́ца прямостоя́чая, или Кисли́ца торча́щая (лат. Óxalis strícta) — вид растений рода Кислица (Oxalis) семейства Кисличные (Oxalidaceae).

## Ботаническое описание
Многолетник или однолетник. Корневище тонкое, ползучее с подземными столонами.
Стебель прямостоячий, простой или ветвистый, высотой 15—45 см, красноватый или более менее багрянистый. Растение более или менее опушённое, с редкими белыми прижатыми волосками.
Листья очередные, тройчатосложные, без прилистников, черешки прямые, в основании с сочленением, от почти голых до густоопушённых многоклеточными волосками, длиной 2,5—6(8) см.
Листочки обратносердцевидные, голые или иногда волосистые, по краю реснитчатые с маленькими, длиной 0,3 мм, расположенными в основании 3-6(8) слабоопушённых цветоножек длиной 4-6 мм.
Соцветия часто разветвлённые (цимозного типа), с цветками в пазухах листьев, на длинных с заострёнными прицветниками цветоносах, в виде двух-пятицветковых полузонтиков.
Чашечка длиной 4 мм, почти в два раза короче венчика, чашелистиков 5, ланцетных, длиной 3—3,5 мм и шириной 0,7 мм, с белыми прямыми волосками. Венчик 5-членный, почти колокольчатый, лепестки жёлтые, длиной 5,5—8 мм и шириной 1,5—3 мм, ноготок прямой, пластинка лепестка продолговато-обратнояцевидная; тычинок — 10, тычиночные нити без зубцов, в основании сросшиеся, внутренние почти голые или вверху более или менее редковолосистые, на 1/3 длиннее наружных, голых; пыльники продолговатые, жёлтые, налегающие. Завязь верхняя, 5-гнездная, многосемянная.
Цветёт в июне — сентябре, плодоносит — июль—октябрь.
Плод — коробочка, продолговатая, ребристая, длиной 12—20 мм, покрытая отстоящими волосками, на плодоножке, косо отстоящей вверх.
Семена яйцевидные, сплюснутые, длиной 1—1,3 мм и шириной 0,7 мм, толщиной 0,3—0,4 мм, в верхней части островатые, коричневые, поперёк ребристые. Масса 1000 семян 0,2-0,3 г.
К Oxalis stricta  L. морфологически и экологически близки два вида: Oxalis dillenii Jacq. — кислица Дилениуса и Oxalis corniculata L. — кислица рожковая, с которыми её нередко путают. От O. stricta их можно отличить по опушению стебля и коробочек. У O. stricta коробочки с редкими отстоящими многоклеточными волосками или почти голые, стебель чаще голый, а иногда опушён оттопыренными многоклеточными волосками (Oxalis stricta Weig.). У O.dillenii и O.corniculata коробочки, как правило, с густыми прижатыми одноклеточными волосками, а стебель опушён прижатыми волосками

## Распространение и экология

### Естественный ареал
Северная и Центральная Америка. Повсеместно распространена в Канаде и восточных районах США.

### Вторичный ареал
Широко распространена в странах с умеренным климатом. Эпекофит. Отмечена как чужеродный вид в европейской части России, на Украине, в Белоруссии и странах Балтии, в Западной Сибири, на Дальнем Востоке, в Средней и Южной Европе, Средиземноморье, Японии, Корее, Китае.
В северо-западных регионах России — пока относительно редкий вид: известен лишь из окрестностей Санкт-Петербурга и Луги как заносный в садах и парках, у дорог, в культуре редко. Есть сорта с красными листьями. В Вологодской обл. во множестве растёт по цветникам.
В средней полосе европейской части России известна в Брянской, Владимирской, Воронежской, Ивановской, Калужской, Курской, Липецкой, Московской, Орловской, Пензенской, Рязанской, Тульской, Ярославской областях и Мордовии. В последнее время вошли в культуру сорта с тёмно-красными листьями, которые быстро дичают и легко образуют гибридные формы.

### Пути и способы заноса
Вероятнее всего, первичный занос сделан с семенами декоративных растений закрытого грунта и почвой для теплиц. В качестве декоративного растения кислицу выращивают в цветниках.

### Местообитания
Встречается по запущенным паркам, садам, огородам, тенистым сорным местам, на газонах. В Московской области найдена в рудеральных местообитаниях, на железнодорожных путях, в цветниках, парках. Частый сорняк теплиц, обработанных почв, цветочных контейнеров, палисадников. Отмечен на полях, песках и галечниках речных долин. В Курской обл. найден вдали от жилья в саженых сосняках.
В Китае растение встречается в лесах и оврагах, на высотах до 1500 м.
Предпочитает дренированные, влажные, щелочные почвы, солнечные места. Может расти на бедных, глинистых почвах. Не очень хорошо растёт в тени. Не выносит задернения участка, особенно краснолистная форма.

### Воздействие на естественные фитоценозы и аборигенные виды
Сильное задернение служит серьёзным препятствием для расселения вида. В Средней России в обработанных цветниках и палисадниках кислица прямая часто образует сплошной ковёр, а за пределами участков, на луговине растений нет или они единичные.
В высокотравных североамериканских прериях, которые страдают от пожаров и от выпаса бизонов, кислица прямая на участках, вытаптываемых бизонами, встречается значительно чаще, чем на участках, на которых выпаса нет.

## Размножение и жизненный цикл
Хорошо размножается семенами.
Минимальная температура прорастания семян +2—4 °C. Всходы из семян и побеги от корневищных почек появляются в апреле—мае, летне-осенние — перезимовывают. При прорастании подсемядольная часть едва возвышающася над землёй. Семядоли овальные, 2(3)—3(5) мм длины, 1(1,5)—2(2,5) мм ширины, на коротких черешках. Первые листья всходов очередные, тройчатые, листочки их сердцевинные, сидячие, по краю с редкими отстоящими волосками, на длинных (10—20 мм) черешках, усаженных (преимущественно на нижней своей части) рассеянными волосками, с 3 продольными жилками: средней и двумя боковыми, загибающимися кверху и петлисто-разветвляющимися. Эпикотиль не развит. Гипокотиль розоватый. Ближайшие последующие листья в основных чертах сходны с первыми. Всходы кисловатые на вкус..
Зрелые коробочки растрескиваются при любом касании и с силой разбрасывают семена, которые легко прилипают к любой поверхности. Таким образом, семена O.stricta могут разноситься человеком или животными. Как показало специальное исследование в Оклахоме (США), среди диаспор растений (семена, плоды) на шерсти бизона (Bison bison) семена кислицы довольно обычны.
Вид активно распространяется семенным путём по возделанным и нарушенным участкам.

## Хозяйственное значение
Кислица прямая относится к широко распространённым инвазионным видам, засоряющим овощные культуры, сады, иногда встречающаяся в посевах полевых культур.
Все части растения съедобны, с выраженным кислым вкусом, как и у других видов рода Кислица. Листья, цветки и плоды используются для приготовления салатов, для украшения и придания вкуса блюдам. Все части растения можно жевать для утоления жажды. Из листьев готовят напиток, по вкусу напоминающий лимонад. Все растение заваривают как чай, используют как ароматическую приправу при приготовлении блюд из зелёной фасоли. Путём кипячения из растения получают оранжевую краску.
Кислица прямая содержит витамин C и помогает предотвращать цингу; применяется при гипертонии, диабете, ознобе. Настойку кислицы применяют для снятия жара, при желудочных спазмах и тошноте. В связи с большим количеством аскорбиновой и яблочной кислоты в листьях, употребление кислицы следует ограничивать людям, страдающим ревматизмом и артритом. Припарки из растения помогают избежать припухлостей при ушибах.
В США кислица прямая внесена в списки видов, которые распространяются главным образом по нарушенным местам обитания, с трудом проникая в естественные сообщества и являются сорняками сельскохозяйственных культур. Кислица прямая — трудноискоренимый сорняк кукурузных полей США и Канады. Он отмечен, например, на 50 % обследованных участках в посадках кукурузы в канадской провинции Квебек. Для уничтожения сорняка на полях кукурузы используется гербицид «mesotrione»; при правильно подобранной концентрации которого уничтожается до 100 % растений. На промышленных, транспортных и других несельскохозяйственных участках в США используют гербицид «Арсенал».

## Таксономия
Вид Кислица прямая входит в род Кислица (Oxalis) семейства Кисличные (Oxalidaceae) порядка Кисличноцветные (Oxalidales).
Синонимы:
- Acetosella chinensis (Haw. ex G.Don) Kuntze, 1891
- Acetosella fontana (Bunge) Kuntze, 1891
- Oxalis chinensis Haw. ex G.Don, 1832
- Oxalis corniculata var. stricta (L.) C.C.Huang & L.R.Xu, 1998
- Oxalis cymosa Small, 1896
- Oxalis diffusa Boreau
- Oxalis europaea Jord., 1854
- Oxalis fontana Bunge, 1833 — Кислица ключевая
- Oxalis repens var. stricta Hatus.
- Oxalis shinanoensis T.Itô
- Xanthoxalis cymosa (Small) Small, 1903
- Xanthoxalis europaea (Jord.) Moldenke, 1943
- Xanthoxalis stricta (L.) Small, 1903 — Жёлтокислица прямостоячая, или Жёлтокислица прямостебельная
- Xanthoxalis fontana (Bunge) Holub — Жёлтокислица ручьевая

Вид описан из Виргинии. Тип в Лондоне.
|  |                                      |  |                                                             |                                                             |                     |  | ещё 5 семейств (согласно Системе APG II) | ещё 5 семейств (согласно Системе APG II) |                                      |  |  |  | ещё около 800 видов |
|  |                                      |  |                                                             |                                                             |                     |  | ещё 5 семейств (согласно Системе APG II) | ещё 5 семейств (согласно Системе APG II) |                                      |  |  |  | ещё около 800 видов |
|  |                                      |  |                                                             | порядок Кисличноцветные                                     |                     |  |                                          |                                          | род Кислица                          |  |  |  |                     |
|  |                                      |  |                                                             | порядок Кисличноцветные                                     |                     |  |                                          |                                          | род Кислица                          |  |  |  |                     |
|  | отдел Цветковые, или Покрытосеменные |  |                                                             |                                                             | семейство Кисличные |  |                                          |                                          | вид Кислица прямая                   |  |  |  |                     |
|  | отдел Цветковые, или Покрытосеменные |  |                                                             |                                                             | семейство Кисличные |  |                                          |                                          |                                      |  |  |  |                     |
|  |                                      |  | ещё 44 порядка цветковых растений (согласно Системе APG II) | ещё 44 порядка цветковых растений (согласно Системе APG II) |                     |  |                                          | ещё 4 рода (согласно Системе APG II)     | ещё 4 рода (согласно Системе APG II) |  |  |  |                     |
|  |                                      |  |                                                             | ещё 44 порядка цветковых растений (согласно Системе APG II) |                     |  |                                          |                                          | ещё 4 рода (согласно Системе APG II) |  |  |  |                     |

### Генетические изменения и вариабельность вида
Диплоидное число хромосом: 2n=24.
Кислица прямая — изменчивый вид, в пределах которого выделяют ряд разновидностей:
- Oxalis stricta var. europaea R.Knuth
- Oxalis stricta var. decumbens Bitter
- Oxalis stricta var. europaea (Jord. ex F.Schultz) R.Knuth
- Oxalis stricta var. piletocarpa Wiegand
- Oxalis stricta var. rufa Farw.
- Oxalis stricta var. villicaulis Wiegand
- Oxalis stricta var. villicaulis (Wiegand) Farw.
- Oxalis stricta var. viridiflora Hus

Эти разновидности различаются характером опушения, формой роста и пигментацией растения. Точная их номенклатура сложна и запутана. В Средней России чаще других встречается  var. rufa с выраженной красно-вишнёвой пигментацией, реже растёт  var. decumbens с распростёртым стеблем. Растения с обильным железистым опушением ( var. villicaulis) на нашей территории достоверно не отмечены, но известны южнее, на территории Украины.
| |  |  |  |  |
| Слева направо. Растение с зелёными листьями. Растения с красно-вишнёвой пигментацией. Цветок. Лист. Плод. |  |  |  |  |